# Hendes sidste Bedrift (film fra 1929)
Hendes sidste Bedrift (originaltitel: The Last of Mrs. Cheyney) er en amerikansk dramakomediefilm fra 1929, som er instrueret af Sidney Franklin. Manuskriptet af Hanns Kräly er baseret på skuespillet The Last of Mrs. Cheyney af Frederick Lonsdale, der blev spillet på Broadway 385 gange.
Hanns Kräly blev nomineret til en Oscar for bedste filmatisering for denne film og for Patriot, og vandt prisen for den sidste.
Filmen blev genindspillet to gange i 1937 med samme titel og i 1951 som Lord Charming og Lady Loverly.

## Medvirkende
- Norma Shearer som Fay Cheyney
- Basil Rathbone som Lord Arthur Dilling
- George Barraud som Charles
- Herbert Bunston som Lord Elton
- Hedda Hopper som Lady Maria
- Maude Turner Gordon som Mrs. Webley
- Moon Carroll som Joan
- Madeline Seymour som Mrs. Wynton
- Cyril Chadwick som Willie Wynton
- George K. Arthur som George
- Frank Finch Smiles som William

## Eksterne Henvisninger
- Hendes sidste Bedrift på Internet Movie Database (engelsk)
- Hendes sidste Bedrift på MovieMeter (nederlandsk)
- Hendes sidste Bedrift på AllMovie (engelsk)
- Hendes sidste Bedrift på Turner Classic Movies (engelsk)
- Hendes sidste Bedrift på The Movie Database (engelsk)
- Hendes sidste Bedrift på Filmaffinity (engelsk)
- Hendes sidste Bedrift hos TV Guide (engelsk)